# 羽根彩夏
羽根 彩夏（はね あやか、2002年6月23日- ）は愛知県長久手市出身、日本棋院中部総本部所属の囲碁の女流棋士。初段。羽根直樹門下。

## 来歴
父は囲碁棋士の羽根直樹、母は羽根しげ子、祖父は羽根泰正という囲碁一家の家系に生まれる。
2014年、長久手市立西小学校在学中に第11回文部科学大臣杯小・中学校囲碁団体戦で主将として優勝、第56回全日本女流アマ囲碁選手権愛知県大会3位。長久手市立北中学校在学中にはジュニア本因坊戦中部地区大会で準優勝。
愛知県立長久手高等学校進学後、女流棋士を増やすため新設された「女流特別採用推薦棋士」に合格、2019年4月入段。同年5月6日竜星戦予選（対局相手: 大沢健朗）でプロ棋士として初の対局に臨んだが敗退した。2023年3月7日、二段に昇段。